# 라그랑지언
라그랑주 역학에서 라그랑지언(Lagrangian)이란 계의 동역학을 나타내는 함수다.
라그랑주 역학에서는 계의 상태를 일반화 좌표와 일반화 속도로 나타내므로, 라그랑지언은 일반화 좌표와 일반화 속도의 함수다. 수학자 조제프루이 라그랑주가 도입하였다. 기호는 대개 L이다.
라그랑주 역학과 뉴턴 역학은 서로 동등하지만, 라그랑주 역학에서는 직교좌표계 뿐만 아니라 임의의 좌표계 (구면좌표계, 원통좌표계 뿐만 아니라 3차원 현실 세계와 전혀 연관되지 않은 추상적인 일반화 좌표계)를 사용할 수 있어 편리하다.

## 고전역학에서의 라그랑지언
고전역학에서의 라그랑지언은 계의 운동에너지 T에서 위치에너지 V를 뺀 것으로 정의된다.
{\displaystyle L=T-V\;}
라그랑지언을 알면 이를 오일러-라그랑주 방정식에 대입하여 운동방정식을 얻을 수 있다.

## 라그랑지언의 유일성
어떤 운동방정식을 주는 라그랑지언은 유일하지 않다. 예를 들어, 고전역학의 라그랑지언 {\displaystyle L_{A}(q,\;{\dot {q}},\;t)=T(q,\;{\dot {q}},\;t)-V(q,\;t)}와 다음과 같은 좌표와 시간만의 임의의 함수 {\displaystyle f(q,\;t)}의 시간에 대한 전미분을 포함하는 라그랑지언
{\displaystyle {\mathcal {L}}_{B}(q,\;{\dot {q}},\;t)={\mathcal {L}}_{A}(q,\;{\dot {q}},\;t)+{d \over dt}f(q,\;t)}
을 비교해보자. 두 이들이 주는 작용의 차이는
{\displaystyle {\begin{aligned}S_{B}&=\int _{t_{1}}^{t_{2}}{L_{B}(q,\;{\dot {q}},\;t)}\,dt\\&=\int _{t_{1}}^{t_{2}}{L_{A}(q,\;{\dot {q}},\;t)}\,dt+\int _{t_{1}}^{t_{2}}{{d \over dt}f(q,\;t)}\,dt\\&=S_{A}+\left.f(q,\;t)\right|_{t=t_{2}}-\left.f(q,\;t)\right|_{t=t_{1}}\end{aligned}}}
이므로 {\displaystyle \left.f(q,\;t)\right|_{t=t_{2}}-\left.f(q,\;t)\right|_{t=t_{1}}}만큼 차이가 난다. 하지만 이는 상수이므로 여기에 변분을 취하면
{\displaystyle \delta S_{B}=\delta S_{A}+\delta \left[\left.f(q,\;t)\right|_{t=t_{2}}-\left.f(q,\;t)\right|_{t=t_{1}}\right]=\delta S_{A}}
가 되어 최종적으로 다음과 같은 오일러-라그랑주 방정식을 얻게 되며 두 라그랑지언에 의해 얻게 되는 운동방정식은 같게 된다.
{\displaystyle {\frac {d}{dt}}{\frac {\partial L}{\partial {\dot {q}}}}={\frac {\partial L}{\partial q}}}
일반적으로, 라그랑지언이 어떤 임의의 함수의 전미분만큼 달라도 같은 오일러-라그랑주 방정식을 얻는다.

## 같이 보기
- 함수미분
- 함수적분
- 최소작용의 원리
- 변분법
- 뇌터 정리
- 일반화 좌표
- 해밀턴 역학
- 라그랑주 역학
- 라그랑주 점
- 뇌터의 정리
- 공변적 고전 장론
- 스칼라장론